# Augusto Elia
Augusto Elia (né à Ancône le 4 septembre 1829, mort à Rome le 9 février 1919 est un militaire et un homme politique italien.

## Biographie
Augusto Elia est le fils d'Antonio, fusillé par les Autrichiens en 1849 pendant la première guerre d'indépendance italienne au cours de laquelle Augusto prend part en participant à la défense d’Ancône.
La victoire des forces étrangères et la ré-annexion de la ville dans les États pontificaux contraignent Augusto à l'exil. En 1859, il revient combattre aux côtés de Giuseppe Garibaldi et il participe à l'expédition des Mille. À Calatafimi, il sauve la vie de Garibaldi, il est gravement blessé au visage.
En 1867, il est toujours aux côtés de Garibaldi lors de la bataille de Mentana dans la tentative de conquérir Rome.
De 1876 à 1897, il est député du royaume d'Italie.
Franc-maçon, dès 1872 membre de la loge « Giuseppe Garibaldi » d'Ancône, en 1896 conseiller délégué du Suprême Conseil du Rite écossais ancien et accepté auprès du Grand Orient d'Italie.

## Distinction
- Chevalier de l'ordre militaire d'Italie, le 12 juin 1861[2]

## Source
- (it) Cet article est partiellement ou en totalité issu de l’article de Wikipédia en italien intitulé « Augusto Elia » (voir la liste des auteurs).